# Leduck
Otok Leduck (također i LeDuck) je otok u Američkim Djevičanskim otocima, 800 metara istočno od Sabbat Pointa u naselju Johns Folly, odvojen od Saint Johna kanalom Sabbat. Otok LeDuck nalazi se na južnom ulazu u zaljev Coral Bay u kojem se nalazi istoimeno naselje i visok je 26 metara. Otok Leduck nalazi se unutar nacionalnog parka Djevičanskih otoka i jedan je od najvećih pučinskih otoka Saint Johna, uz Grass Cay i Congo Cay.

## Flora i fauna
Otok je popularno je odredište za ronjenje, a njegovi grebeni stanište su obilja endemskih vrsta tropskih riba. Neke od vrsta riba i drugih životinja koje se ovdje nalaze uključuju Gramma loreto, Abudefduf saxatilis, Pomacanthus paru, Pomacanthus arcuatus, Balistes vetula, Equetus lanceolatus, Chromis cyanea, Lutjanus apodus, Lutjanus griseus, Epinephelus guttatus, Carcharhinus limbatus, karetnu želvu, Pempheris schomburgkii, podporodicu Holocentrinae, te brojne vrste iz porodica Pomacentridae i Carangidae (bitnice).